# Associazione Calcio Lanerossi 1941-1942
Questa voce raccoglie le informazioni riguardanti l'Associazione Calcio Lanerossi nelle competizioni ufficiali della stagione 1941-1942.

## Rosa
| N. |                   | Ruolo | Calciatore         |
| -- | ----------------- | ----- | ------------------ |
|    | Italia (bandiera) | D     | Giuliano Albarello |
|    | Italia (bandiera) | C     | Pietro Andrich     |
|    | Italia (bandiera) | A     | Mario Astorri      |
|    | Italia (bandiera) | C     | Giacomo Bevardo    |
|    | Italia (bandiera) | P     | Antonio Bisson     |
|    | Italia (bandiera) | A     | Antonio Chiozza    |
|    | Italia (bandiera) | A     | Antonio Clavello   |
|    | Italia (bandiera) | D     | Livio De Boni      |

| N. |                   | Ruolo | Calciatore       |
| -- | ----------------- | ----- | ---------------- |
|    | Italia (bandiera) | C     | R. Della Pappa   |
|    | Italia (bandiera) | D     | Lionello Filippi |
|    | Italia (bandiera) | D     | Roberto Gobbetto |
|    | Italia (bandiera) | A     | Renato Marchiaro |
|    | Italia (bandiera) | P     | Antonio Panozzo  |
|    | Italia (bandiera) | D     | Mario Reghelin   |
|    | Italia (bandiera) | A     | Italo Salvadori  |